# Aircargo Agliana Calcio Femminile 2006-2007
Questa voce raccoglie le informazioni riguardanti l'Aircargo Agliana Calcio Femminile nelle competizioni ufficiali della stagione 2006-2007.

## Stagione
La stagione si apre con alcune novità, con la dirigenza che dopo la partenza dell'allenatore Paolo Biagiotti affida la direzione tecnica della squadra ad Alberto Ghimenti. Anche la rosa è sostanzialmente modificata, con numerose calciatrici che si trasferiscono da tutti i reparti, o si prendono una pausa, per maternità nel caso della centrocampista Sara Ercoli, o per ritiro come la compagna di reparto Ilaria Pizzichi. Tra le altre si registra il ritorno in Inghilterra per Francesca Cagetti e il passaggio dell'attaccante Silvia Fuselli al Torino
La squadra inizia la stagione in settembre, con la prima fase eliminatoria di Coppa Italia, superando agevolmente il primo turno vincendo tutti i sei incontri e chiudendo a punteggio pieno il girone 5, passando al turno successivo per rinuncia da parte della Vigor Senigallia, accedendo ai quarti di finale ai danni della Roma CF, vincendo l'incontro casalingo di ritorno per 1-0 dopo che all'andata il risultato si era concluso sulla parità con 3 reti per parte, e concludendosi in semifinale, eliminata dal Torino che si impone pesantemente all'andata per 3-0 e al ritorno per 5-1.
In campionato l'Aircargo Agliana disputa una stagione di media classifica, che con 5 vittorie, 9 pareggi e 8 sconfitte, conclude con 24 punti, a pari merito con il Firenze ma con una migliore differenza reti, che le vale il nono posto e la salvezza.
Questa rimane l'ultima stagione della squadra che, nell'estate 2007 decide di non iscriversi al campionato successivo dichiarando l'inattività.

## Organigramma societario
Tratto dal sito Football.it.
Area amministrativa
- Presidente: Francesco Marassini
- Segretario Generale: Roberto Becheroni

Area tecnica
- Allenatore: Alberto Ghimenti

## Rosa
Rosa e ruoli tratti dal sito Football.it. e dal sito Il Tirreno
| N. |                   | Ruolo | Calciatrice        |
| -- | ----------------- | ----- | ------------------ |
|    | Italia (bandiera) | P     | Michela Cupido     |
|    | Italia (bandiera) | P     | Antonella Frediani |
|    | Italia (bandiera) | D     | Arianna D'Agostino |
|    | Italia (bandiera) | D     | Francesca Marziani |
|    | Italia (bandiera) | D     | Paola Mauro        |
|    | Italia (bandiera) | D     | Sara Staropoli     |
|    | Italia (bandiera) | D     | Cristina Ugolini   |
|    | Italia (bandiera) | C     | Silvia Baldi       |
|    | Italia (bandiera) | C     | Silvia Carraro     |
|    | Italia (bandiera) | C     | Alessia D'Ancona   |

| N. |                   | Ruolo | Calciatrice                     |
| -- | ----------------- | ----- | ------------------------------- |
|    | Italia (bandiera) | C     | Caterina Di Costanzo (capitano) |
|    | Italia (bandiera) | C     | Alessia Fadda                   |
|    | Italia (bandiera) | C     | Arianna Marchesi                |
|    | Italia (bandiera) | C     | Carolina Pini                   |
|    | Italia (bandiera) | A     | Luigina Capalbo                 |
|    | Italia (bandiera) | A     | Serena Ciardelli                |
|    | Italia (bandiera) | A     | Priscilla Del Prete             |
|    | Italia (bandiera) | A     | Katia La Morte                  |
|    | Italia (bandiera) | A     | Valeria Pirone                  |

## Calciomercato

### Sessione estiva
| Acquisti | Acquisti            | Acquisti      | Acquisti   |
| R.       | Nome                | da            | Modalità   |
| -------- | ------------------- | ------------- | ---------- |
| C        | Alessia D'Ancona    | Salivoli      | svincolata |
| C        | Priscilla Del Prete | Firenze       | svincolata |
| C        | Alessia Fadda       | Villa Uso     | svincolata |
| C        | Arianna Marchesi    | Perugia Grifo | definitivo |
| A        | Valeria Pirone      | Calciosmania  | prestito   |

| Cessioni | Cessioni          | Cessioni         | Cessioni         |
| R.       | Nome              | a                | Modalità         |
| -------- | ----------------- | ---------------- | ---------------- |
| P        | Carla Brunozzi    | Bardolino Verona | definitivo       |
| D        | Francesca Cagetti | ???              | svincolata       |
| D        | Chiara Lobbia     | Vicenza          | svincolata       |
| D        | Elisa Passaglia   | Livorno          | svincolata       |
| C        | Sara Ercoli       |                  | maternità        |
| C        | Ilaria Pizzichi   |                  | cessata attività |
| A        | Silvia Fuselli    | Torino           | svincolata       |

### Sessione invernale
| Acquisti | Acquisti       | Acquisti        | Acquisti |
| R.       | Nome           | da              | Modalità |
| -------- | -------------- | --------------- | -------- |
| C        | Silvia Carraro | Porto Mantovano |          |

| Cessioni | Cessioni       | Cessioni     | Cessioni      |
| R.       | Nome           | a            | Modalità      |
| -------- | -------------- | ------------ | ------------- |
| A        | Valeria Pirone | Calciosmania | fine prestito |

## Risultati

### Serie A

#### Girone di andata
| Arbitro: | Davide Prestia (Genova) |

|               |           |                               |
| Del Prete 82’ | Marcatori | 61’ Tagliabracci 91’ Rosciani |

| Arbitro: | Simone Mucelli (San Donà di Piave) |

|                                 |           |                               |
| Camporese 3’ Brumana 23’ (rig.) | Marcatori | 42’ Di Costanzo 92’ Del Prete |

| Arbitro: | Daniele Martinelli (Roma 2) |

|  |           |                        |
|  | Marcatori | 82’ Fuselli 93’ Pasqui |

| Arbitro: | Andrea Riccardi (Novara) |

|                                  |           |              |
| Mangili 53’, 57’ Scarpellini 85’ | Marcatori | 76’ D'Ancona |

| Arbitro: | Nicola Cavina (Faenza) |

|               |           |                                           |
| Ciardelli 52’ | Marcatori | 27’ Barbierato 55’ Gabbiadini 66’ Riboldi |

| Arbitro: | Pulli (???) |

|  |           |               |
|  | Marcatori | 45’ Ciardelli |

| Agliana 2 dicembre 2006 7ª giornata | Agliana                     | 0 – 0 referto | ACF Milan | Stadio comunale Germano Bellucci\| Arbitro: \| Claudio Pellegrini (Roma 2) \| |
| Arbitro:                            | Claudio Pellegrini (Roma 2) |               |           |                                                                               |

| Arbitro: | Garcia Michael Fabbri (Ravenna) |

|             |           |                        |
| Barreca 68’ | Marcatori | 50’ (rig.) Di Costanzo |

| Arbitro: | Matteo Nurchi (Alghero) |

|                                |           |  |
| Marchesi 2’ (aut.) Valenti 73’ | Marcatori |  |

| Arbitro: | Mario Giordano (Siena) |

|              |           |            |
| D'Ancona 53’ | Marcatori | 55’ Eccher |

| Monza 20 gennaio 2007 11ª giornata | Fiammamonza            | 0 – 0 referto | Agliana | Stadio Gino Alfonso Sada\| Arbitro: \| Matteo Milani (Verona) \| |
| Arbitro:                           | Matteo Milani (Verona) |               |         |                                                                  |

#### Girone di ritorno
| Arbitro: | Davide Prestia (Genova) |

|                             |           |                           |
| Tagliabracci 39’ Valeri 90’ | Marcatori | 53’ Di Costanzo 81’ Baldi |

| Arbitro: | Garcia Michael Fabbri (Ravenna) |

|                            |           |          |
| Del Prete 3’ Ciardelli 79’ | Marcatori | 23’ Gama |

| Arbitro: | Emiliano Franco (Milano) |

|                                    |           |  |
| Pasqui 38’, 39’ Fuselli 85’ (rig.) | Marcatori |  |

| Arbitro: | Riccardo Fogliano (Perugia) |

|                        |           |  |
| Ciardelli 22’ Pini 30’ | Marcatori |  |

| Arbitro: | Matteo Mauri (Trento) |

|                             |           |                        |
| Gabbiadinii 12’ Girelli 53’ | Marcatori | 41’ (rig.) Di Costanzo |

| Arbitro: | Antonio Azzinnaro (Genova) |

|  |           |            |
|  | Marcatori | 78’ Brutti |

| Arbitro: | Flavio Ricciardella (Verona) |

|  |           |                               |
|  | Marcatori | 2’ Pini 38’ Carraro 55’ Fadda |

| Arbitro: | Marco Fabbrini (Livorno) |

|                        |           |                                |
| Marchesi 11’ Fadda 77’ | Marcatori | 13’ Guagni 76’ (aut.) Marchesi |

| Arbitro: | Antonio Quitadamo (Modena) |

|                                    |           |                    |
| Di Costanzo 15’ (rig.) Carraro 46’ | Marcatori | 12’ Tona 61’ Ricco |

| Arbitro: | Marco Dal Borgo (Verona) |

|            |           |                |
| Eccher 55’ | Marcatori | 37’, 80’ Fadda |

| Arbitro: | Busala (Roma) |

|             |           |           |
| Capalbo 61’ | Marcatori | 8’ Ramera |

### Coppa Italia

#### Primo turno
Girone 5
| Rovezzano, Firenze 10 settembre 2006 1º turno | Rovezzano 90 | 0 – 3 referto | Agliana |  |

| Agliana 16 settembre 2006 2º turno             | Agliana   | 1 – 0 referto | Pisa | Stadio comunale Germano Bellucci |
| \| \| \| \| \| D'Ancona 35’ \| Marcatori \| \| |           |               |      |                                  |
|                                                |           |               |      |                                  |
| D'Ancona 35’                                   | Marcatori |               |      |                                  |

| Arbitro: | Pieralsi (Jesi) |

|  |           |          |
|  | Marcatori | 48’ Pini |

| Arbitro: | Edoardo Raspollini (Livorno) |

|                                       |           |  |
| Di Costanzo 30’ (rig.) Fadda La Morte | Marcatori |  |

| Pisa 5 novembre 2006 5º turno | Pisa | 1 – 3 | Agliana |  |

| Arbitro: | Luca Cornazzani (Bologna) |

|                           |           |           |
| Ugolini 30’ Ciardelli 52’ | Marcatori | 2t’ Colzi |

#### Secondo turno
Secondo turno Serie A e Serie A2
| Agliana 17 febbraio 2007 Andata | Agliana | – non disputata | Vigor Senigallia | Stadio comunale Germano Bellucci |

| Senigallia 28 febbraio 2007 Ritorno | Vigor Senigallia | – non disputata | Agliana | Stadio Goffredo Bianchelli |

#### Quarti di finale
| Roma 25 aprile 2007 Andata | Roma CF | 3 – 3 | Agliana |  |

| Agliana 6 maggio 2007 Ritorno | Agliana | 1 – 0 | Roma CF | Stadio comunale Germano Bellucci |

#### Semifinali
| Arbitro: | Briganti (Milano) |

|                                 |           |  |
| Zorri 17’ Gueli 28’ Fuselli 92’ | Marcatori |  |

| Arbitro: | Antonio Quitadamo (Modena) |

|           |           |                                             |
| Baldi 83’ | Marcatori | 10’ Gueli 27’, 46’, 51’ Pasqui 67’ Bonansea |

## Statistiche

### Statistiche di squadra
| Competizione | Punti | In casa | In casa | In casa | In casa | In casa | In casa | In trasferta | In trasferta | In trasferta | In trasferta | In trasferta | In trasferta | Totale | Totale | Totale | Totale | Totale | Totale | DR |
| Competizione | Punti | G       | V       | N       | P       | Gf      | Gs      | G            | V            | N            | P            | Gf           | Gs           | G      | V      | N      | P      | Gf     | Gs     | DR |
| ------------ | ----- | ------- | ------- | ------- | ------- | ------- | ------- | ------------ | ------------ | ------------ | ------------ | ------------ | ------------ | ------ | ------ | ------ | ------ | ------ | ------ | -- |
| Serie A      | 24    | 11      | 2       | 5       | 4       | 12      | 15      | 11           | 3            | 4            | 4            | 13           | 16           | 22     | 5      | 9      | 8      | 25     | 31     | -6 |
| Coppa Italia | -     | 5       | 4       | 0       | 1       | 8       | 6       | 5            | 4            | 0            | 1            | 10           | 7            | 10     | 8      | 0      | 2      | 18     | 13     | +5 |
| Totale       | -     | 16      | 6       | 5       | 5       | 20      | 21      | 16           | 7            | 4            | 5            | 23           | 23           | 32     | 13     | 9      | 10     | 43     | 44     | -1 |

### Statistiche delle giocatrici
| Giocatore      | Serie A  | Serie A | Serie A     | Serie A    | Coppa Italia | Coppa Italia | Coppa Italia | Coppa Italia | Totale   | Totale | Totale      | Totale     |
| Giocatore      | Presenze | Reti    | Ammonizioni | Espulsioni | Presenze     | Reti         | Ammonizioni  | Espulsioni   | Presenze | Reti   | Ammonizioni | Espulsioni |
| -------------- | -------- | ------- | ----------- | ---------- | ------------ | ------------ | ------------ | ------------ | -------- | ------ | ----------- | ---------- |
| S. Baldi       | 14       | 1       | 2           | 0          | ?            | ?            | ?            | ?            | 14+      | 1+     | 2+          | 0+         |
| L. Capalbo     | 13       | 1       | 0           | 0          | ?            | ?            | ?            | ?            | 13+      | 1+     | 0+          | 0+         |
| S. Carraro     | 14       | 1       | 0           | 0          | ?            | ?            | ?            | ?            | 14+      | 1+     | 0+          | 0+         |
| S. Ciardelli   | 22       | 4       | 1           | 0          | ?            | ?            | ?            | ?            | 22+      | 4+     | 1+          | 0+         |
| M. Cupido      | 22       | -29     | 3           | 0          | ?            | ?            | ?            | ?            | 22+      | -29+   | 3+          | 0+         |
| A. D'Agostino  | 21       | ?       | 1           | 0          | ?            | ?            | ?            | ?            | 21+      | ?      | 1+          | 0+         |
| A. D'Ancona    | 19       | 2       | 0           | 0          | ?            | ?            | ?            | ?            | 19+      | 2+     | 0+          | 0+         |
| P. Del Prete   | 20       | 3       | 3           | 1          | ?            | ?            | ?            | ?            | 20+      | 3+     | 3+          | 1+         |
| C. Di Costanzo | 21       | 5       | 0           | 0          | ?            | ?            | ?            | ?            | 21+      | 5+     | 0+          | 0+         |
| A. Fadda       | 20       | 3       | 3           | 1          | ?            | ?            | ?            | ?            | 20+      | 3+     | 3+          | 1+         |
| A. Frediani    | 1        | 0       | 0           | 0          | ?            | ?            | ?            | ?            | 1+       | 0+     | 0+          | 0+         |
| K. La Morte    | 7        | 0       | 0           | 0          | ?            | ?            | ?            | ?            | 7+       | 0+     | 0+          | 0+         |
| A. Marchesi    | 21       | 1       | 2           | 0          | ?            | ?            | ?            | ?            | 21+      | 1+     | 2+          | 0+         |
| F. Marziani    | 6        | 0       | 0           | 0          | ?            | ?            | ?            | ?            | 6+       | 0+     | 0+          | 0+         |
| P. Mauro       | 22       | 0       | 1           | 0          | ?            | ?            | ?            | ?            | 22+      | 0+     | 1+          | 0+         |
| C. Pini        | 18       | 1       | 0           | 2          | ?            | ?            | ?            | ?            | 18+      | 1+     | 0+          | 2+         |
| V. Pirone      | 4        | 0       | 1           | 0          | ?            | ?            | ?            | ?            | 4+       | 0+     | 1+          | 0+         |
| C. Ugolini     | 19       | 0       | 4           | 1          | ?            | ?            | ?            | ?            | 19+      | 0+     | 4+          | 1+         |